# Miguel Tenorio de Castilla
Miguel Tenorio de Castilla, (Almonaster la Real, Huelva, 8 de agosto de 1818 -  Palacio de Nymphenburg, Múnich, Alemania, 11 de diciembre de 1916);  político español. Fue favorito de la reina Isabel II de España durante siete años. 

## Biografía
Miguel Tenorio desempeñó múltiples cargos al servicio de la administración pública y política de España, tales como: diputado, embajador, senador en la legislatura 1884-1885 por la provincia de Baleares, gobernador civil de varias provincias (entre otras Málaga, Barcelona, Zaragoza, Cádiz), y secretario personal de la Reina Isabel II de España.
Brillante universitario, licenciado en leyes, poeta y periodista, fue varias veces gobernador civil, diplomático (destinado en Prusia, Palestina y otros) y Secretario muy particular de la reina Isabel II de España, desde 1859 hasta 1864, en que O'Donnell le apartó de la corte.
Algunos historiadores manifiestan que fue el padre de los siguientes hijos de Isabel II de España: Pilar, Paz, Eulalia de Borbón[cita requerida].
La revolución de 1868 que acabó con el reinado de Isabel II tras la batalla de Alcolea hizo que se exiliara junto a la infanta María de la Paz de Borbón, acaso hija biológica suya; falleciendo ambos en el exilio en Alemania. Concretamente, Miguel Tenorio falleció el 11 de diciembre de 1916 en Munich. En cuanto a sus restos no se conoce fielmente donde se encuentran, aunque se supone que están en Sevilla en el cementerio de San Fernando (Sevilla), en el panteón familiar que él mismo mandó construir en 1861 y donde se halla sepultada su esposa.

## Obras
- Memoria sobre la enfermedad de la vid de esta provincia de Málaga: Excrita de orden del Excmo. Sr. Gobernador civil de la misma D. Miguel Tenorio de Castilla Escrito por Jacinto José Montells y Nadal, Miguel Tenorio de Castilla. Publicado por Imprenta de D. B. Villa, 1852, Málaga.

- Boletín de la revista general de legislación y jurisprudencia: Periódico oficial del Ilustre Colegio de Abogados de Madrid. Publicado por Revista de legislación, 1871. Notas sobre el artículo: 36 (1871) escrito por D. Miguel Tenorio de Castilla.

- La Lira Andaluza: Colección de poesías contemporáneas.Escrito por Miguel Tenorio. Publicado por El Sevillano, 1838. Sevilla.

- Revista española de ambos mundos. Publicado por Est. tip. de Mellado, 1854 Madrid. Notas sobre el artículo: v.2 escrito por D. Miguel Tenorio de Castilla.

- Gaceta del Notariado español. Publicado por Centro del Notariado, 1854, Madrid. Notas sobre el artículo: 3 (1854) escrito por Miguel Tenorio de Castilla.

- Revista de archivos, bibliotecas y museos. Escrito por Cuerpo Facultativo de Archiveros, Bibliotecarios y Arqueólogos (Madrid, España). Publicado por editores, 1907. Madrid. Notas sobre el artículo: ser.3 v.17 1907.

## Órdenes y empleos

### Órdenes
- 1859:  Caballero gran cruz de la Orden de San Juan de Jerusalén (vulgo Malta)[3]
- Orden de Carlos III
  - 1867:  Caballero Gran Cruz de la Orden de Carlos III.[3]
  -  Comendador de la Orden de Carlos III.[4]
- 1854:  Caballero Gran Cruz de la Orden Española y Americana de Isabel la Católica.[3][4]
- 1853: Caballero Maestrante de Ia Real Maestranza de Caballería de Ronda.[3][4]

### Empleos
- 1843: Jefe Político de la provincia de Huelva.[5][6]
- 1847: Jefe Político de la provincia de Castellón de la Plana.[5]
- 1847: Jefe Político de la provincia de Toledo.[5]
- 1847: Jefe Político de la provincia de Córdoba.[5]
- 1848: Jefe Político de la provincia de Málaga.[5]
- 13 de agosto de 1848 - 18 de septiembre de 1848: Presidente de la Diputación Provincial de Zaragoza.[5]
- 1848: Jefe Político de la provincia de Barcelona.[5]
- 1849: Gobernador de la provincia de Jaén.[5]
- 1850: Gobernador de la provincia de Cádiz.[5]
- 21 de junio de 1851 - 17 de marzo de 1852: Gobernador en comisión de Ia provincia de Alicante.[5]
- 17 de marzo de 1852: Gobernador de la provincia de Málaga.[5]
- En 1852 volvió como Gobernador a Cádiz y en el mismo año vuelve nuevamente como Gobernador a Málaga.[5]
- 14 de mayo de 1853 - 16 de abril de 1854: Presidente de la Diputación Provincial de Zaragoza.
- 1854: Gentilhombre de Cámara de Su Majestad.[3]

| Predecesor: Fernando de Norzagaray | Presidente de la Diputación Provincial de Zaragoza 13 de agosto de 1848 - 18 de septiembre de 1848 | Sucesor: Joaquín Cortés            |
| Predecesor: Manuel de Cantín       | Presidente de la Diputación Provincial de Zaragoza 14 de mayo de 1853 - 16 de abril de 1854        | Sucesor: Juan de Cárdenas y Unzaga |